# Beautiful Witch
Beautiful Witch (美メン華族?, B-Men Kazokuè) un manga scritto e disegnato da Kayono e pubblicato in Italia, come altri della stessa autrice, da Flashbook. È un fumetto umoristico e soft-erotico, come quelli tipici dell'autrice.

## Trama
Merumo è una giovane strega pasticciona che arriva nel mondo degli umani con la sua scopa per frequentare la scuola superiore Hiromachi. In realtà la missione della ragazza è quella di cercare un "B-Men" (un "Beautiful Man") con il quale potrà avere un bambino. Il problema è che Merumo non sa assolutamente come si facciano i bambini.